# Bismuthiol I
Pour les articles homonymes, voir Bismuthiol.
Le bismuthiol I ou 1,3,4-thiadiazole-2,5-dithiol ou sous sa forme tautomère 1,3,4-thiadiazolidine-2,5-dithione est un composé chimique aromatique. 
De formule brute C2H2N2S3, commercialisé sous forme de poudre, il est utilisé depuis la fin des années 1950 en laboratoire (comme réactif), dans l'industrie chimique, dans l'industrie pétrolière (comme additif de fluides de fracturation pour forages pétro-gaziers) ou dans le secteur de la fabrication des carburants, comme agent complexant. 

Cette propriété lui permet non pas de « couvrir » mais de chimiquement s’adsorber sur et dans la surface des métaux et métalloïdes de valence 1+, 2+ et 3+. Ceci en a fait un additif très utilisé pour lutter contre la corrosion de ces métaux, dans les moteurs par exemple ou dans des systèmes où le métal (cuivre par exemple dans les systèmes de chauffage ou de condenseurs) et qui aussi reste un bon échangeur thermique, alors qu’il est immergé et pourrait se corroder et/ou se recouvrir d’une croûte de calcaire ou autres sels nuisible aux échanges électriques ou thermiques (dans le cas d'un dépôt de tartre, on veut pouvoir nettoyer le système par un acide puissant et peu coûteux, tel que l’acide chlorhydrique ou sulfurique ; et la protection formée par le bismuthiol adsorbé à la surface du cuivre se montre efficace, même en présence d’acide chlorhydrique ).
Le bismuthiol I est aussi utilisé comme agent complexant pour détecter le bismuth, le cuivre, le plomb, l'antimoine et le palladium. Les limites de détection sont inférieures à 5 mg/kg (Bi, Cu, Pb).

## Production, producteurs
Dans les années 2010, Il est par exemple vendu par TCI America (Portland (Oregon))  ou en Europe par ACETO GmbH (Hambourg, Allemagne) ; Aceto Holding GmbH (Hambourg), Lanxess Deutschland GmbH (Cologne, Allemagne, Metall-Chemie GmbH & Co,  Hambourg,  NAM & NAM Europe GmbH (Dortmund, Allemagne) .
Les principaux producteurs sont regroupés en Europe dans l'ATIEL Association technique des industries européennes des lubrifiants (Technical Association of European lubricants industry).

## Applications
Dans les années 1970 on a montré qu’il se complexait avec les métaux du groupe du platine (qui sont aussi de puissants catalyseurs).
Il se montre plus résistant et efficace que d’autres comme agent de lutte contre la corrosion de certains métaux, notamment quand ces métaux sont en contact avec l’eau et en condition extrême (chaleur, acidité), car la force du lien entre un composé organique de ce type (c'est-à-dire contenant un groupe fonctionnel avec des hétéroatomes) dépend de la force de  liaison de coordination des hétéroatomes, laquelle varie de la manière croissante comme suit : Oxygène (O) < Azote (N ) < Soufre (S) < Phosphore (P).
Le 1,3,4-thiadiazole-2,5-dithiol (bismuthiol) forme des co-polymères stables (bismuthiolates) avec certains métaux dès qu’il est mis en contact avec eux , ce pourquoi plusieurs brevets ont été déposés (dont par Lubrizol et Exxon) pour l’utilisation de ce composé comme inhibiteur de corrosion,. À la fin des années 1990, Ortega & al montrent qu’avec les métaux de valence 2+ il forme des polymères linéaires mais avec des métaux de valence 3+ il forme des polymères ramifiés .

Pour ces propriétés, selon l'ATIEL (Association technique des industries européennes des lubrifiants ou Technical Association of European lubricants industry) qui le classe dans le groupe ATC E [i]), il est notamment utilisé dans la formulation d'additifs anticorrosion destinés aux lubrifiants, huiles et graisses de moteurs et d'autres systèmes mécaniques.
On le retrouve aussi dans la dilution de concentrés de fluides de travail des métaux. 
Il permet aussi de  détecter (en spectrophotométrie) des métaux ou métalloïdes tels que le bismuth (Bi), le cuivre (Cu), le plomb (Pb), l'antimoine (Sb) ou le palladium (Pd). Les limites de détection sont inférieures à 5 mg / kg (Bi, Cu, Pb),.

## Classification des modes de formulation (selon le niveau de risque)
Les évaluations de risques sont étudiées dans le cadre du règlement REACH, sur la base de scénarios d’exposition (cf. « Catégorie de rejets dans l’environnement » (ou « ERC », pour « Environmental release category »).
Selon l’ECHA, en Europe, le bismuthiol est utilisé par l’industrie dans les formulations de : 
- produits additifs lubrifiants, d’additifs de lubrifiants et de graisses de type «PC 24 »  (Groupe ATIEL-ATC A [i]) pour les catégories de process (PROC) suivantes ; ce classement fait par l'ECHA correspondant au niveau croissant de risque d'exposition : 
  - PROC 1 : Production chimique ou raffinerie, en circuit fermé, sans probabilité d'exposition (ou procédé se déroulant dans des conditions de confinement équivalentes) ;
  - PROC 2 : Production chimique ou raffinerie selon un procédé continu fermé avec «  exposition occasionnelle contrôlée » (ou des procédés dans des conditions de confinement équivalentes) ;
  - PROC 3 : Fabrication ou formulation dans l'industrie chimique selon des procédés en discontinu, avec exposition occasionnelle contrôlée ou des procédés dans des conditions de confinement équivalentes ;
  - PROC 4 : Production de produits chimiques présentant un risque d'exposition ;
  - PROC 5 : Mélange ou malaxage en batch ;
  - PROC 8a : Transfert de substance ou de mélange (chargement et déchargement) dans des installations non spécialisées ;
  - PROC 8b : Transfert de substance ou de mélange (chargement et déchargement) dans des installations spécialisées ;
  - PROC 9 : Transfert de la substance ou du mélange dans de petits conteneurs (chaîne de remplissage spécialisée, y compris pesée)
  - PROC 15 : Utilisation comme réactif de laboratoire.

## Risques d'exposition
Dans ces application le principal risque d’exposition est accidentel (risque dont l'expression est jugée "rare" par l'ECHA ; il figure par exemple dans la liste des produits chimiques impliqués dans l'incendie de l'usine Lubrizol à Rouen, le 26 septembre 2019). 

Une exposition professionnelle peut aussi se faire par contact lors de process industriels, via le passage percutané, le contact avec l’œil, l’inhalation ou l’ingestion. (Echa zzzz)

## Réglementation internationale
Les additifs pétroliers, apparus dès le début du XXe siècle et souvent utilisés à faible dose ont longtemps été utilisés sans réglementation dédiée, mais - pour ce qui concerne leur standardisation et qualités techniques -  en faisant l'objet de "bonnes pratiques" discutées au sein d'associations professionnelles (comme l'ATIEL en Europe). 
Dans le cadre du règlement REACh, les données nécessaires à une conclusion définitive pour un classement en polluant PBT (persistant, bioaccumulable et toxique) ou vPvB (substances très persistantes et très bioaccumulables) ne semble pas disponibles. Conformément à l'article 10 de REACH ce produit est soumis en Europe à enregistrement/notification pour tout tonnage total fabriqué et/ou importé de plus de 10 t/an par titulaire.
Dans l’Union européenne, toute entité en utilisant plus de 10 t/an doit s’enregistrer.

## Alternatives
Depuis le début du XXe siècle, de nombreux inhibiteurs synthétiques de corrosion alternatifs, dont certains semblent plus ou moins bioinspirés (utilisant des extraits végétaux, dans le cadre de la Chimie verte) ont été mis au point, y compris et notamment pour la corrosion en milieu acide ,,,,,,,, dont en milieu aqueux, chaud et acide. On par exemple dans ce cadre montré que la gomme de guar ( polysaccharide à galactomannane extrait de la graine du haricot de guar, Cyamopsis tetragonoloba), ou certains, extraits de plantes contiennent des molécules également très efficaces, tant pour contrer une corrosion cathodique qu’anodique, et aussi bien dans l’acide chlorhydrique, que l’acide sulfurique (ex : Rothmannia longiflora  ou de la yerba mate (Ilex paraguariensis) .
La dégradation générale de l'environnement terrestre  et celle du climat poussent à trouver des alternatives « vertes » aux inhibiteurs de corrosion issus de la carbochimie et des ressources fossiles.
Dans les années 2000, des composés organiques naturels alternatifs efficaces, mais non toxiques, biodégradables et facilement disponibles en quantité suffisante sont déjà connus ; ils ont été trouvés dans des extraits d'herbes aromatiques, d'épices et de plantes médicinales. Selon les cas ils sont présents dans des graines, fruits, feuilles et/ou fleurs,,,,, , ,,,,.
Bioraffinerie (biolubrifiants certifiés produits à partir d’esters simples ou complexes issus du tournesol, colza, ou d’huile de palme ou d'huile de coco, voire de sucre, comme le Biofène produit par Amyris à partir de sucre de canne) . Selon une étude de l’Association européenne des matériaux et ressources renouvelables (ERRMA) dans un marché mondial du lubrifiant d’environ 41,8 millions de tonnes par an (dont 4,5 millions de tonnes par an — soit  12,5 % — pour l’Europe occidentale) les biolubrifiants sont encore très minoritaires (surtout apprécié de « secteurs de niche, dans des applications où la récupération est quasi-impossible ou susceptibles d’être rejetées dans la nature » (huiles pour tronçonneuse, ou d’abatteuses et autres engins forestiers, huile de décoffrage…) ; ils ne représentaient en Europe vers 2005 qu’environ 3 % de la production totale de lubrifiants. L’Allemagne, la France et les Pays-Bas au vu des données sur l’écolabel européen pour les lubrifiants étaient alors les principaux producteurs. Ce secteur espère se développer dans les secteurs du biolubrifiant pour les moteurs, turbines et pour l’usinage et le travail des métaux (huiles de coupe, refroidissement des pièces, protection corrosive, etc.) car certains biolubrifiants supportent des températures et pressions élevées.

## voir aussi